# Мудис
Мудис (на английски: Moody’s) е международна рейтингова агенция. Извършва кредитни рейтинги, изследвания и анализи на рисковете. Заедно със Standard & Poor’s и Fitch Ratings влиза в „голямата тройка“ на международните рейтингови агенции.